# Esquipulas, Nicaragua
Esquipulas är en kommun (municipio) i Nicaragua med 17 568 invånare (2012). Den ligger 55 kilometer från Matagalpa i riktning mot Boaco i den centrala delen av landet, i departementet Matagalpa. Esquipulas är en bergig jordbruksbygd med boskapsskötsel och kaffeodlingar. Mest känd är kommunen för statyn av den Svarta Kristus av Esquipulas och den 14-15 januari vallfärdar tusentals pilgrimer till orten.

## Geografi
Esquipulas gränsar till kommunerna San Dionisio och Matagalpa i norr, Muy Muy och Boaco i öster, San José de los Remates i söder samt Terrabona i väster.

## Historia
Esquipulas har sitt ursprung i den indianska byn Kaulapa. På 1500-talet byggdes det en kyrka där det påträffats en bild av den Svarta Kristus av Esquipulas, som sedan gett platsen sitt namn. Esquipulas blev en pueblo någon gång mellan 1820 och 1838, och fick sina stadsrättigheter år 1944.

## Religion
Kommunen firar sina festdagar den 14 och 15 januari, då en staty av Kristus bärs till en liten kyrka på gränsen till San José de los Remates och sedan tillbaka igen samma dag.

## Kända personer
- Armando Morales Barillas (1936-1984), klassisk gitarrist [8]